# Kittelfjäll
Kittelfjäll (Zuid-Samisch: Tjiehtele) is een dorp en berg binnen de Zweedse gemeente Vilhelmina. Het dorp is voornamelijk bekend vanwege de skihellingen in de buurt, die tegen de 1225 meter hoge Kittelfjäll aanliggen. Het dorpje aan de zuidkant is gesticht in de 18e eeuw en ligt aan de Sagavägen tussen Dikanäs en de grens met Noorwegen.
Bestuurscentrum: Vilhelmina (Tätort)
Småort: Bäsksele · Dikanäs · Klimpfjäll · Latikberg · Laxbäcken · Lövliden · Malgovik · Meselefors · Nästansjö · Saxnäs · Skansholm · Storseleby
Overig: Aronsjö · Fatmomakke · Kittelfjäll · Siksjönäs · Stalon · Strömnäs · Svannäs